# Yoshikawa
Yoshikawa (吉川市?, Yoshikawa-shi) è una città giapponese della prefettura di Saitama.

## Economia
Saizeriya, catena giapponese di ristoranti per famiglie specializzati in yōshoku, ha sede a Yoshikawa.